# パンダのシャンシャン日記 どうぶつの飼育員さんになりたい!
『パンダのシャンシャン日記 どうぶつの飼育員さんになりたい!』（ぱんだのしゃんしゃんにっき どうぶつのしいくいんさんになりたい）は、万里アンナによる児童文学作品。挿絵はものゆう。ジャイアントパンダが大好きな女子小学生が、子パンダ「シャンシャン」について日記をつけ始めた話。

## あらすじ
ジャイアントパンダが大好きな女子小学生、花。東京・上野動物園で赤ちゃんパンダが誕生すると知ると、興奮。だが「飼育員になるには好きだけではだめ」と母親に言われ、毎日パンダの事を調べて日記をつけることにした。

## 登場人物

### 白井家
白井花
本作の主人公でジャイアントパンダ大好きな小学3年生の女子。上野のパンダ「リーリー」「シンシン」夫婦に赤ちゃんが誕生する事を知り、それをきっかけに、パンダを研究しつつ日記をつけ始めた。将来の夢はもちろん「パンダの飼育員」。
母
花の母親で、飼育員に成りたいという花に対して「好きなだけではできない仕事。どうすればできるかは自分で考えなさい。」と諭す。
父
花の父親。彼の転勤で花が転校する事になった。

### 上野のパンダ一家
リーリー（力力）
シャンシャンの父親。おっとりしているが賢い。2005年8月16日、中国・臥龍パンダセンター生まれ。
シンシン（真真）
シャンシャンの母親。食いしん坊。2005年7月3日、中国・臥龍パンダセンター生まれ。リーリーと共にやってきた。
シャンシャン（香香）
リーリーとシンシンの長女。生まれた当初は名前が決まっていなかったが、名前が発表されると花は「パンダのシャンシャンの日記」と日記の名前を改めた。2017年6月12日生まれ。

### 幼馴染
アオイ
花の親友で転校前の学校（3年生まで）では、クラスメートであった。
陽菜（ひな）、結月（ゆづき）
花、アオイの友人で幼馴染。2年までは同じクラスであった。
先生
パンダ好きな花のために、パンダの情報を教える事もあった。

### その他
レイナ
花の転校先の学校のクラスメート。虫嫌いで、彼女の虫を取ってあげた花を警戒していたが、妹がきっかけとなって花との距離を縮めていき、ミクとシオリに「あいつ（花）のことをとやかく言う筋合いはないだろう」と叱る。
ユウナ
レイナの妹。上野動物園で花と出会い、シャンシャンがきっかけで仲良くなった。
ミク、シオリ
花のクラスメート。レイナの虫を取ってあげた花を毛嫌いして、男子を含めた他のクラスメート共に「虫女」と誹謗中傷。レイナに叱られた後は、渋々ながらも花を歓迎する。

## 書誌情報

### 原作小説
すべて角川つばさ文庫(角川書店)刊。
1. 2018年8月15日初版発行